# Ахмет Мидхат
Ахме́т Мидха́т, или Ахмет Митхат, или Ахмед Митха́т (тур. Ahmed Midhat; 1844, Стамбул, — 28 декабря 1912, там же) — турецкий журналист черкесского происхождения (настоящая фамилия — Хагур), писатель, переводчик и издатель Османской империи периода Танзимата. Свои работы он подписывал как Ахмед Мидхат-Эфенди, чтобы его могли отличить от современника-политика Ахмеда Мидхат-паши. Это понадобилось по той причине, что некоторое время Мидхат работал редактором газеты, выходившей в Дунайском вилайете, которым как раз управлял Ахмед Мидхат-паша.
Его политические взгляды были более консервативными по сравнению с такими писателями, как Намык Кемаль. Он был плодовитым писателем, но более 250 его работ не сохранилось. С 1878 года он публиковался в газете Tercüman-i Hakikat.
Кроме того, он был покровителем и учителем Фатмы Алийе, одной из самых известных женщин-писательниц Османской империи.